# نهر فارو

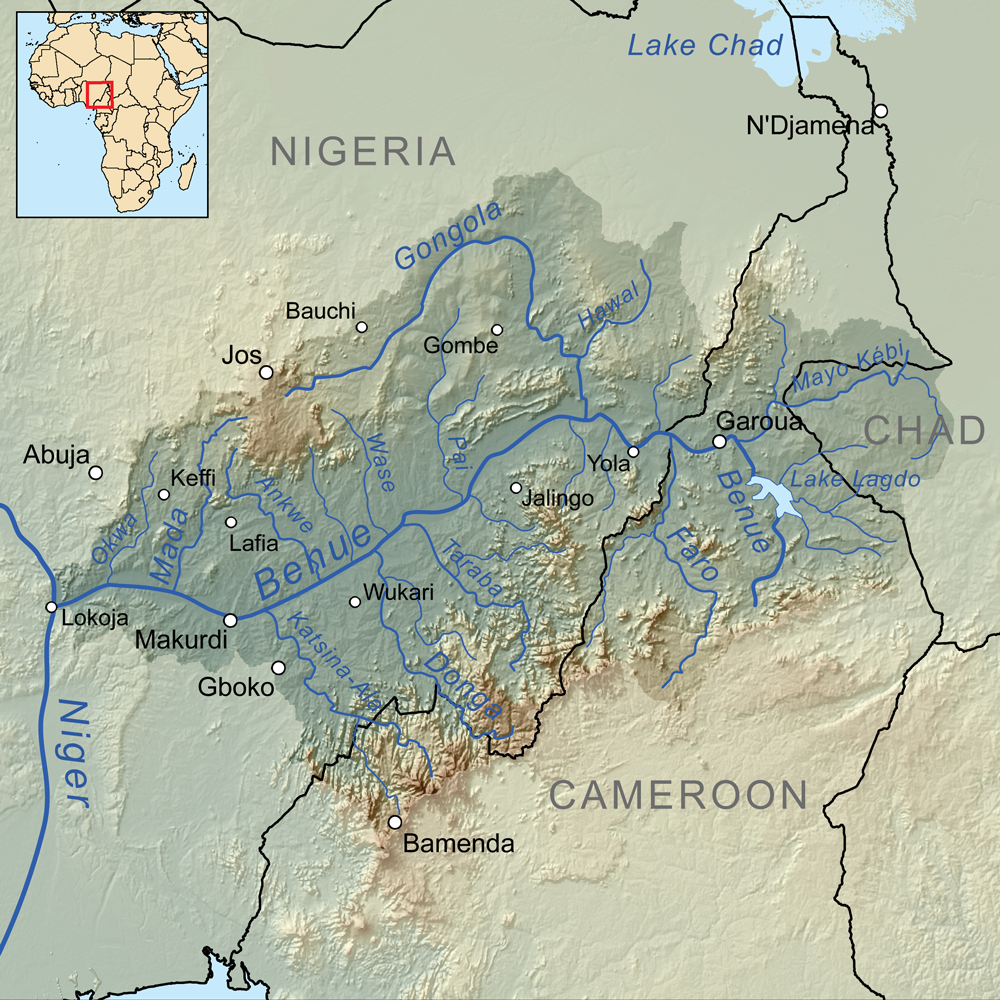
خريطة تُظهر حوض مجري نهر بنوي، ونهر فارو يُمكن رؤيته جنوبًا

نهر فارو هو نهر يقع في دولة نيجريا ويبلغ طوله ما يقرب من 310 كيلومتر (190 ميل) ويسري النهر عبر الحدود الدولية بين دولتي نيجيريا والكاميرون في قارة أفريقيا، وينبع هذا النهر من مرتفعات أداماوا الواقعة في الجنوب الشرقي لمدينة نجاونديريه عاصمة أداماوا، ويُعد نهر فارو رافدًا لنهر بنوي حيث يلتقيا سويًا عند الحدود الدولية بين دولتي نيجريا والكاميرون.